# Grand Prix automobile des États-Unis 1959
GP précédent GP suivant
Le Grand Prix des États-Unis 1959 (IInd United States Grand Prix), disputé sur le Sebring International Raceway le 12 décembre 1959, est la quatre-vingt-quatrième épreuve du championnat du monde de Formule 1 courue depuis 1950 et la neuvième et dernière manche du championnat 1959.

## Contexte avant la course

### Le championnat du monde
Trois épreuves figurant initialement au calendrier 1959 ayant été annulées, les responsables de la Fédération Internationale ont partiellement compensé ces défections en acceptant la proposition américaine d'un Grand Prix à Sebring. L'ajout du Grand Prix des États-Unis comme épreuve de clôture fut officialisé après l'arrivée du Grand Prix d'Italie.
L'année a été marquée par la domination des Cooper à moteur central arrière, qui ont remporté quatre des sept manches qualificatives disputées et assuré la Coupe des constructeurs à la marque britannique. Premier pilote, l'Australien Jack Brabham a effectué un excellent début de saison qui lui a valu trois victoires (dont une hors-championnat) ; fin technicien , il s'est énormément impliqué dans le développement et la mise au point des Cooper qui, malgré leur modeste puissance, ont infligé de sévères défaites aux Ferrari (battues même dans leur fief de Monza) qui n'ont réussi à s'imposer que sur les circuits très rapides, grâce à Tony Brooks. Pratiquement écarté de la course au titre après un début d'année catastrophique, Stirling Moss a réussi un brillant retour au premier plan ; en s'imposant dans les deux dernières manches sur la très performante Cooper du Rob Walker Racing Team, il talonne désormais Brabham au classement du championnat.
Malgré des derniers résultats décevants (une troisième place et deux abandons lors des trois derniers grands prix), Brabham reste le mieux placé pour coiffer la couronne mondiale. Cependant, une victoire de Moss associée au record du tour assurerait le titre à ce dernier, quels que soient les résultats de ces adversaires. Moss peut éventuellement se contenter de la seule victoire, à condition que Brabham ne finisse pas second avec le record en poche. Il pourrait également être couronné en terminant second et recordman du tour, si l’Australien terminait derrière lui. Pour Brooks, la situation est plus critique, la victoire associée au record du tour ne lui garantissant pas le titre, car une seconde place de Brabham l’en priverait.
En pratique, les adversaires de l’Australien doivent viser la victoire et le record de la piste, tandis que Brabham devra assurer une seconde place tout en tentant de réaliser le meilleur tour.

#### Chances des prétendants au titre
- Moss est champion du monde 1959 si :
- Il gagne et effectue le meilleur tour.
- Il gagne et Brabham ne termine pas second avec le meilleur tour.
- Il termine second et effectue le meilleur tour, à condition que Brabham ne gagne pas.

- Brooks est champion du monde 1959 si :
- Il gagne, effectue le meilleur tour et Brabham ne termine pas second.
- Il gagne, Brabham ne terminant ni second ni troisième avec meilleur tour, et Moss ne terminant pas second avec meilleur tour.

- Dans tous les autres cas de figure, Brabham remporte le titre.

### Le circuit

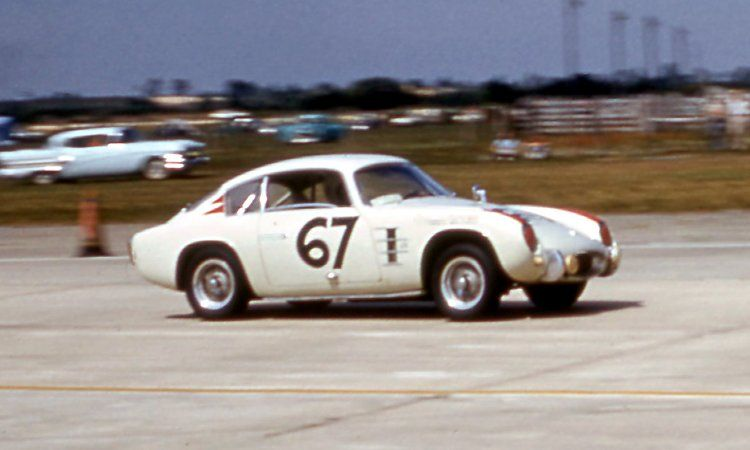
Le circuit de Sebring, principalement utilisé pour les courses d'endurance, est tracé sur un ancien aérodrome, avec des pistes en béton.

Ancienne base d'entraînement de l'armée de l'air américaine, la piste de Sebring a été utilisée pour la première fois en course en décembre 1949, à l'occasion d'une épreuve d'endurance de six heures. En 1952 y sont organisées les premières 12 Heures de Sebring, dont la seconde édition constituera l'année suivante la manche inaugurale du Championnat du monde des voitures de sport, nouvellement créé.
Empruntant en majorité des pistes en béton, Sebring se caractérise par une piste très large, avec un revêtement soumettant les voitures à rude épreuve. Développant plus de huit kilomètres, son tracé anguleux comporte deux longues lignes droites (1400 et 1300 mètres). Depuis 1958, Stirling Moss détient le record officiel de la piste, ayant tourné à plus de 150 km/h de moyenne au volant de son Aston Martin lors de la course des 12 Heures.

## Monoplaces en lice
- Ferrari Dino 246 "Usine"

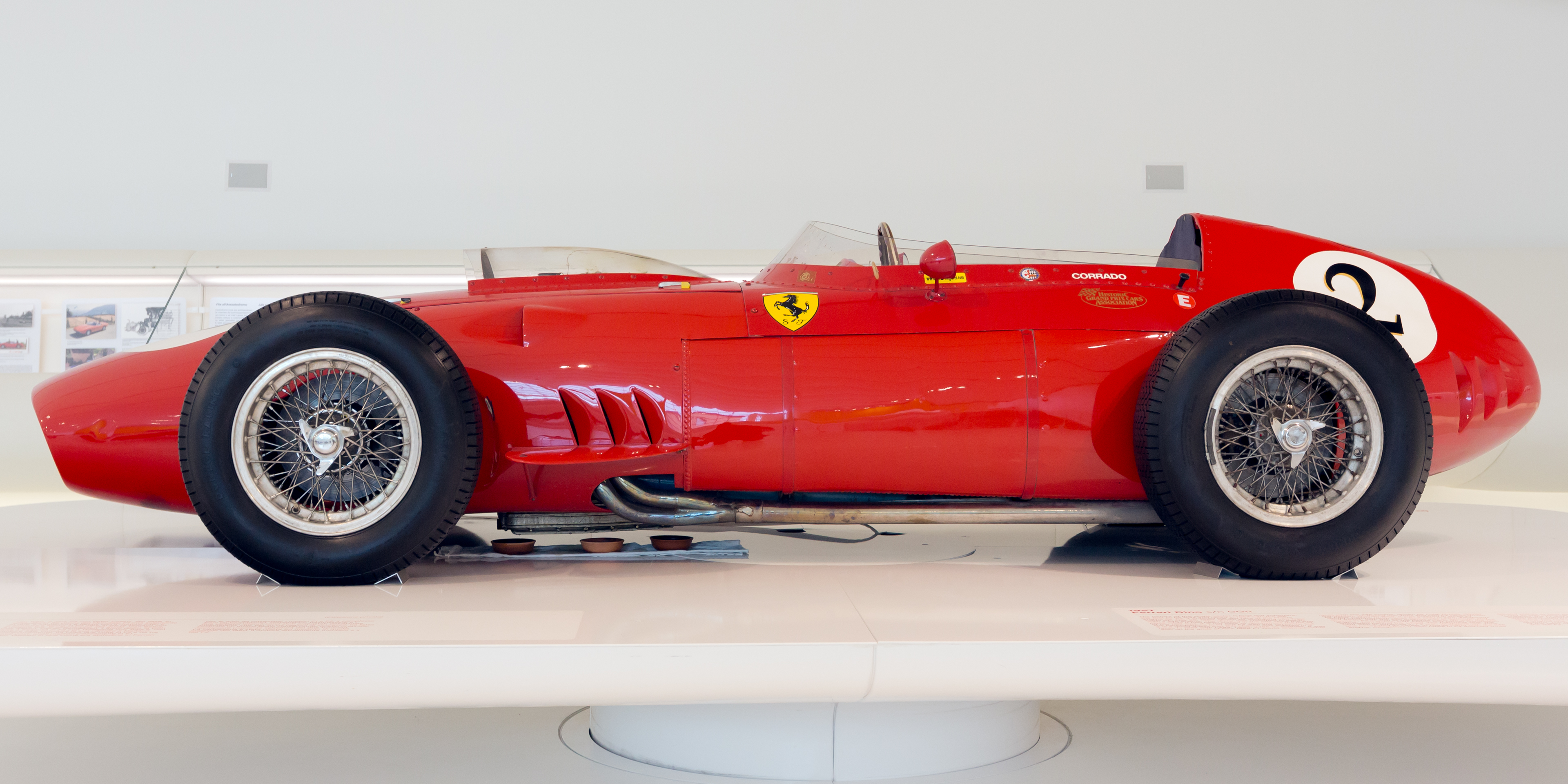
La Ferrari Dino 246 dispose de 300 chevaux.

La Scuderia Ferrari a engagé quatre Dino 246, monoplaces de conception classiques pesant environ 600 kg et motorisées par un puissant V6 de 2474 cm3 à double allumage, alimenté par trois carburateurs double corps, capable de délivrer 300 chevaux à 9000 tr/min. Toujours en lice pour le titre mondial, Tony Brooks est épaulé par Phil Hill, Cliff Allison et Wolfgang von Trips, ce dernier remplaçant Dan Gurney qui a quitté l'écurie italienne après s'être engagé au sein de l'équipe BRM pour la saison 1960.
- Cooper T51 "Usine"

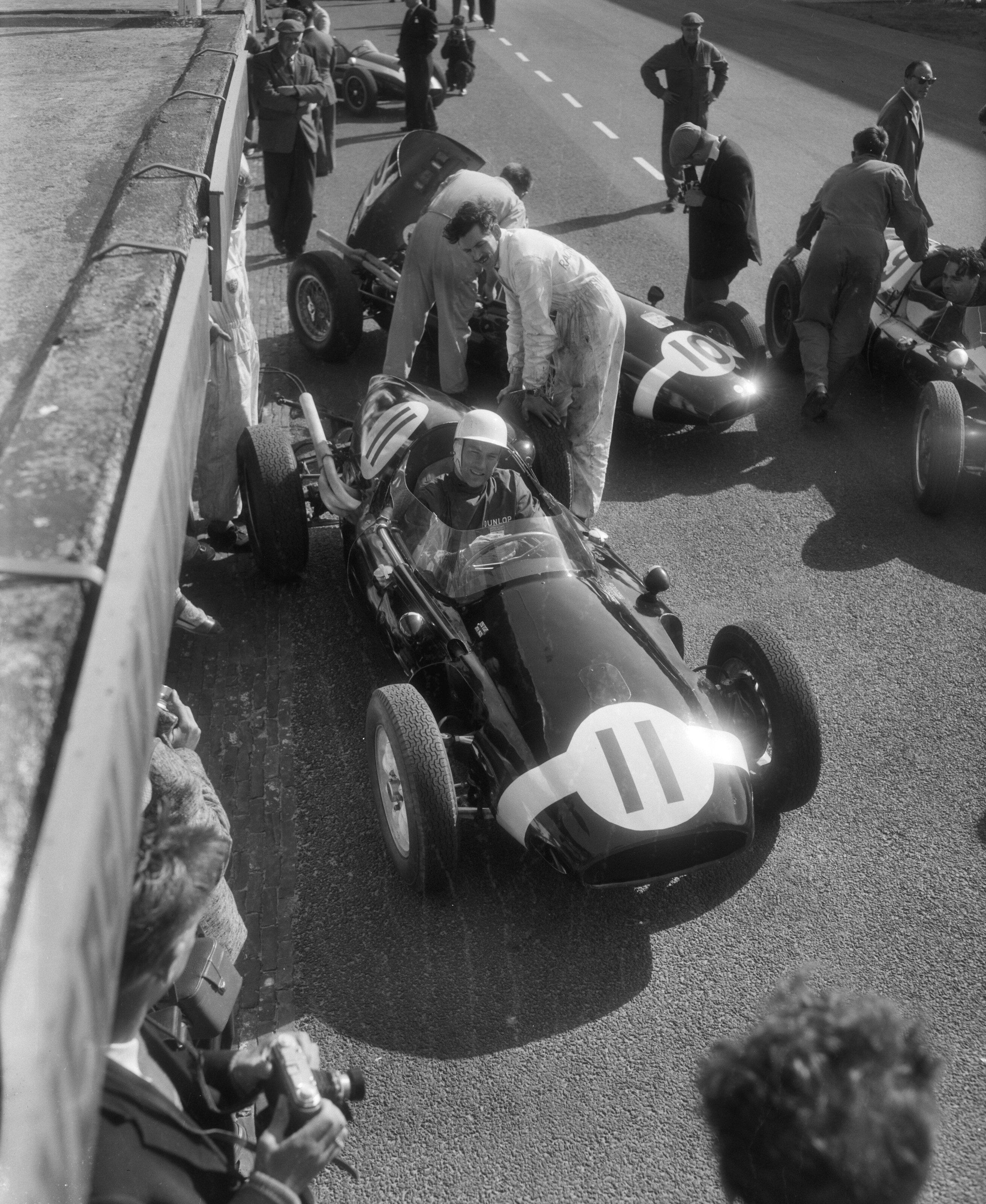
Grâce à leur boîte 5, les Cooper T51 de Rob Walker surclassent les versions usine.

John Cooper engage deux T51 à moteur central arrière pour Jack Brabham, qui vise le championnat du monde, et Bruce McLaren. Particulièrement agiles, ces voitures ne pèsent que 485 kg et leur 4 cylindres Coventry Climax FPF, bien que de puissance modeste (239 chevaux à 6 750 tr/min), dispose d'une excellente plage d'utilisation. Malgré l'utilisation d'une rustique boîte de vitesses d'origine Citroën à seulement quatre rapports, c'est seulement sur les très longues lignes droites que leur moindre vitesse de pointe constitue un handicap face aux Ferrari.
- Cooper T51 "Rob Walker Racing Team"

Fer de lance de l'équipe de Rob Walker, Stirling Moss possède également une chance de décrocher le titre de champion du monde. Il dispose d'une monture identique à celle de Brabham, son principal rival, à l'exception de la boîte de vitesses, Cooper fournissant les châssis mais pas les transmissions ; depuis le début de saison, l'équipe utilise une boîte cinq vitesses réalisée par Colotti, la voiture s'avérant ainsi plus performante que les versions d'usine, au prix d'une fiabilité qui, bien qu'améliorée en cours d'année, reste vulnérable. Maurice Trintignant dispose d'un modèle identique à celui de son chef de file, les deux voitures étant préparées par le réputé mécanicien Alf Francis.
- Cooper privées

En l'absence d'Aston Martin, Roy Salvadori pilote l'ancienne T45 de l'équipe High Efficiency Motors à moteur quatre cylindres Maserati, tandis que les Américains Harry Schell (Écurie Bleue) et George Constantine (engagement privé) disposent de T51 plus récentes, à moteur Climax FPF. Les organisateurs ayant accepté la participation de formules 2, l'Argentin Alejandro de Tomaso est au volant d'une T43 à moteur 1500 cm3 OSCA.
- Lotus 16 "Usine"

Colin Chapman a conçu les monoplaces les plus légères du plateau (450 kg) mais malgré un rapport poids/puissance extrêmement favorable les Type 16 à moteur Climax FPF n'ont jamais brillé sur circuit, péchant par leur tenue de route délicate et leur fragilité. L'usine a engagé deux voitures pour Innes Ireland et Alan Stacey, ce dernier remplaçant Graham Hill qui comme Gurney vient de signer un contrat chez BRM.
- Connaught C

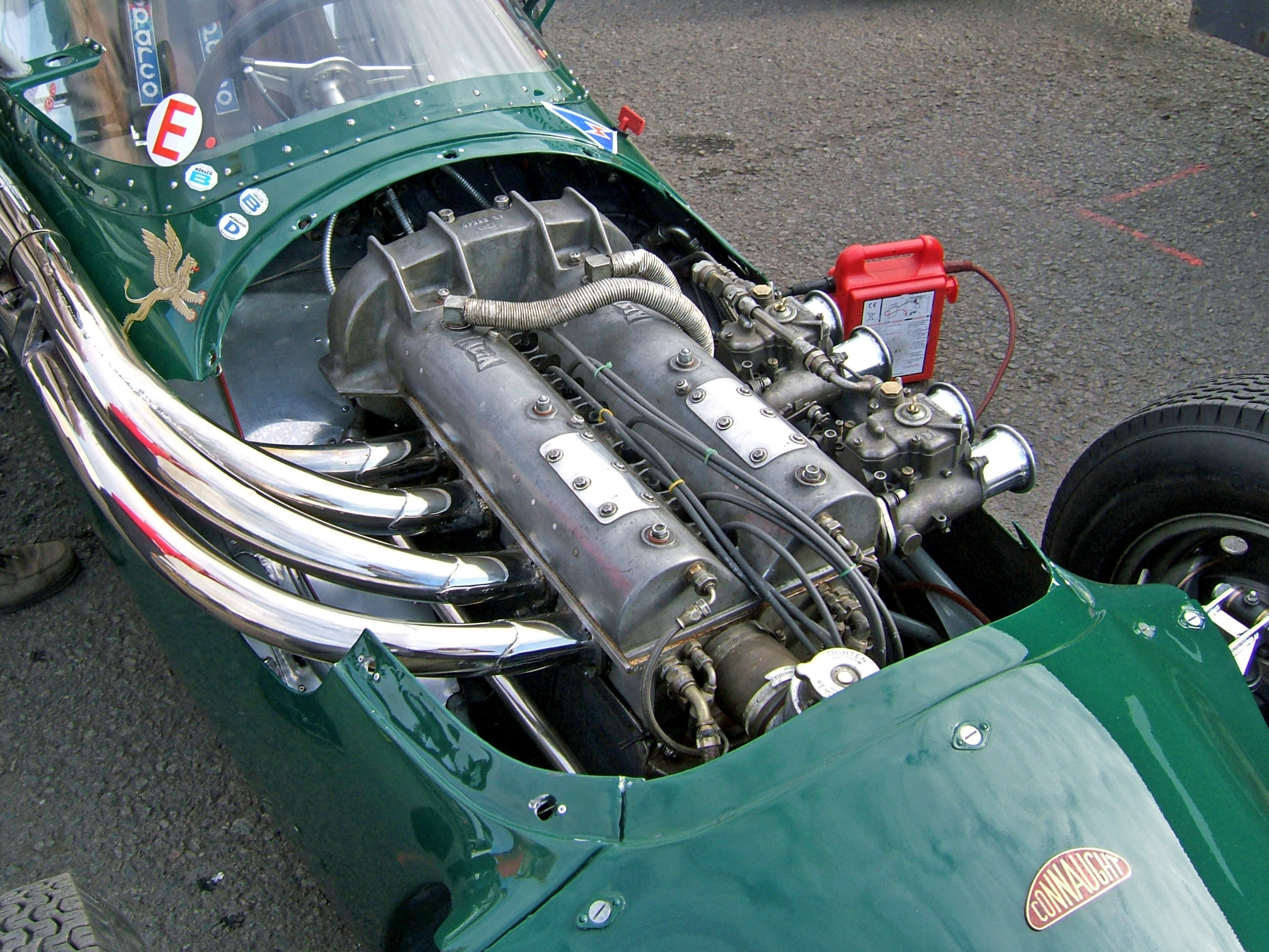
La Connaught à moteur Alta.

L'Américain Bob Said s'aligne sur une Connaught Type C à moteur quatre cylindres Alta, engagée par Paul Emery.
- Maserati 250F

Malgré leur conception datant de 1953, les vénérables 250F à moteur six cylindres sont encore appréciées des pilotes privés. Phil Cade et Ettore Chimeri ont engagé leurs voitures personnelles, mais seul le premier a fait le déplacement à Sebring.
- Tec-Mec F415

Transfuge de Maserati, Valerio Colotti avait conçu une évolution de la 250F, avec châssis tubulaire plus petit, roues arrière indépendantes et freins à disque, et utilisant le même moteur. Ayant quitté le constructeur italien, il a commencé à réaliser son projet avec le soutien du pilote Giorgio Scarlatti, mais faute de moyens ce dernier s'est désengagé, remplacé par l'Américain Gordon Pennington. Initialement prévue pour 1958, la Tec-Mec F415 vient seulement d'être achevée et va faire sa première apparition en course aux mains du jeune Brésilien Fritz d'Orey.
- Porsche RSK

Harry Blanchard a engagé sa Porsche 718 RSK personnelle, une voiture de sport également admise en catégorie formule 2.
- Kurtis Kraft Midget

Vainqueur des 500 miles d'Indianapolis sur un Roadster Kurtis Kraft, Rodger Ward s'aligne à Sebring sur une Midget de la marque, à moteur quatre cylindres Offenhauser de 1700 cm3. Cette voiture est équipée d'une boîte à deux vitesses et d'un différentiel à deux rapports. Les freins sont actionnés par un levier manuel.

## Coureurs inscrits
| no | Pilote              | Écurie                    | Constructeur | Modèle              | Moteur             | Pneumatiques |
| -- | ------------------- | ------------------------- | ------------ | ------------------- | ------------------ | ------------ |
| 1  | Rodger Ward         | Leader Cards Inc          | Kurtis Kraft | Kurtis Kraft Midget | Offenhauser L4     | F            |
| 2  | Tony Brooks         | Scuderia Ferrari          | Ferrari      | Ferrari Dino 246    | Ferrari V6         | D            |
| 3  | Cliff Allison       | Scuderia Ferrari          | Ferrari      | Ferrari Dino 246    | Ferrari V6         | D            |
| 4  | Wolfgang von Trips  | Scuderia Ferrari          | Ferrari      | Ferrari Dino 246    | Ferrari V6         | D            |
| 5  | Phil Hill           | Scuderia Ferrari          | Ferrari      | Ferrari Dino 246    | Ferrari V6         | D            |
| 6  | Maurice Trintignant | Rob Walker Racing Team    | Cooper       | Cooper T51          | Coventry Climax L4 | D            |
| 7  | Stirling Moss       | Rob Walker Racing Team    | Cooper       | Cooper T51          | Coventry Climax L4 | D            |
| 8  | Jack Brabham        | Cooper Car Company        | Cooper       | Cooper T51          | Coventry Climax L4 | D            |
| 9  | Bruce McLaren       | Cooper Car Company        | Cooper       | Cooper T51          | Coventry Climax L4 | D            |
| 10 | Innes Ireland       | Team Lotus                | Lotus        | Lotus 16            | Coventry Climax L4 | D            |
| 11 | Alan Stacey         | Team Lotus                | Lotus        | Lotus 16            | Coventry Climax L4 | D            |
| 12 | Roy Salvadori       | High Efficiency Motors    | Cooper       | Cooper T45          | Maserati L4        | D            |
| 14 | Alejandro de Tomaso | OSCA Automobili           | Cooper       | Cooper T43          | O.S.C.A. L4        | D            |
| 15 | Fritz d'Orey        | Camoradi International    | Tec Mec      | Tec Mec F415        | Maserati L6        | D            |
| 16 | George Constantine  | Mike Taylor               | Cooper       | Cooper T51          | Coventry Climax L4 | D            |
| 17 | Harry Blanchard     | Blanchard Automobile Co   | Porsche      | Porsche RSK         | Porsche F4         | D            |
| 18 | Bob Said            | Paul Emery Connaught Cars | Connaught    | Connaught C         | Alta L4            | D            |
| 19 | Harry Schell        | Écurie Bleue              | Cooper       | Cooper T51          | Coventry Climax L4 | D            |
| 21 | Ettore Chimeri      | Privé                     | Maserati     | Maserati 250F       | Maserati L6        | D            |
| 22 | Phil Cade           | Privé                     | Maserati     | Maserati 250F       | Maserati L6        | D            |

## Qualifications
Les essais qualificatifs se déroulent les vendredi et samedi précédant la course. Disputant régulièrement les 12 Heures de Sebring depuis 1954, Stirling Moss est le plus expérimenté sur cette piste et s'y montre d'emblée extrêmement rapide, tirant la quintessence de sa Cooper à boîte cinq vitesses. Il achève la première journée d'essais avec un tour à plus de 167 km/h de moyenne, reléguant le meilleur de ses adversaires, Tony Brooks sur Ferrari, à près de six secondes ! Le lendemain, Jack Brabham réalise une belle progression, le pilote officiel Cooper s'avérant le plus rapide de cette seconde session, échouant cependant à trois secondes du temps réalisé la veille par Moss. L'Australien décroche ainsi une place en première ligne entre ses deux rivaux pour le titre, Brooks conservant le troisième temps, les organisateurs n’ayant pas tenu compte du temps qu’Harry Schell a réalisé en prenant un raccourci dans une zone délimitée par des cônes ! Malgré des passages spectaculaires en courbe, Rodger Ward, brillant vainqueur des 500 miles d'Indianapolis quelques mois plus tôt, est relégué en fond de grille, à plus de quarante secondes des meilleurs, sa Midget étant totalement inadaptée aux courses de vitesse.

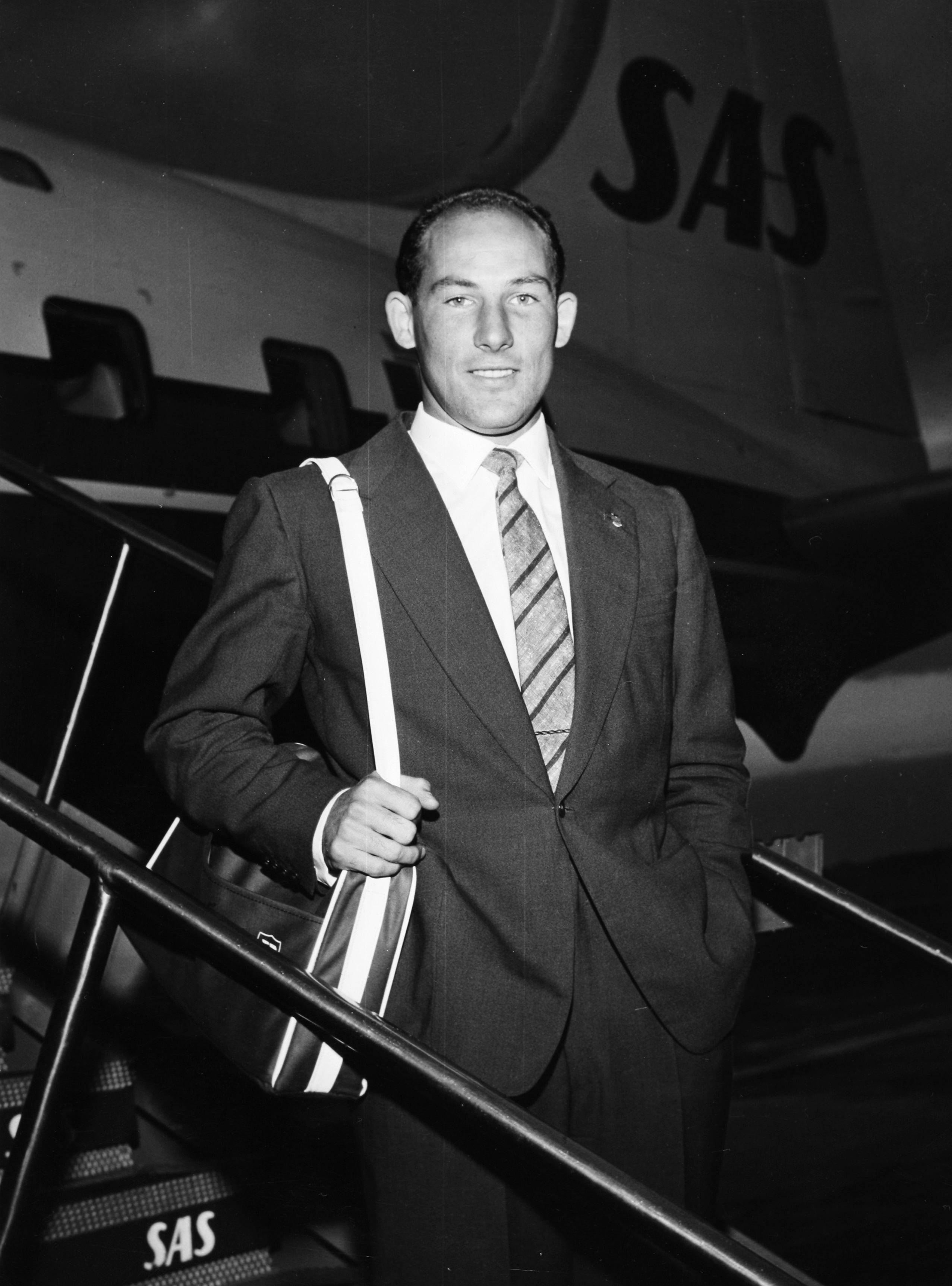
Stirling Moss, une fois encore inapprochable aux essais.

| Pos. | Pilote              | Écurie                   | Temps        | Écart    | Note                                          |
| ---- | ------------------- | ------------------------ | ------------ | -------- | --------------------------------------------- |
| 1    | Stirling Moss       | Cooper-Climax            | 3 min 00 s 0 |          | temps établi le vendredi 10 décembre          |
| 2    | Jack Brabham        | Cooper-Climax            | 3 min 03 s 0 | + 3 s 0  |                                               |
| 3    | Tony Brooks         | Ferrari                  | 3 min 05 s 9 | + 5 s 9  | rétrogradé en quatrième position le dimanche  |
| 4    | Maurice Trintignant | Cooper-Climax            | 3 min 06 s 0 | + 6 s 0  | rétrogradé en cinquième position le dimanche  |
| 5    | Wolfgang von Trips  | Ferrari                  | 3 min 06 s 2 | + 6 s 2  | rétrogradé en sixième position le dimanche    |
| 6    | Cliff Allison       | Ferrari                  | 3 min 06 s 8 | + 6 s 8  | rétrogradé en septième position le dimanche   |
| 7    | Phil Hill           | Ferrari                  | 3 min 07 s 2 | + 7 s 2  | rétrogradé en huitième position le dimanche   |
| 8    | Innes Ireland       | Lotus-Climax             | 3 min 08 s 2 | + 8 s 2  | rétrogradé en neuvième position le dimanche   |
| 9    | Bruce McLaren       | Cooper-Climax            | 3 min 08 s 6 | + 8 s 6  | rétrogradé en dixième position le dimanche    |
| 10   | Harry Schell        | Cooper-Climax            | 3 min 11 s 2 | + 11 s 2 | temps de 3 min 05 s 2 officialisé le dimanche |
| 11   | Roy Salvadori       | Cooper-Maserati          | 3 min 12 s 0 | + 12 s 0 |                                               |
| 12   | Alan Stacey         | Lotus-Climax             | 3 min 13 s 8 | + 13 s 8 |                                               |
| 13   | Bob Said            | Connaught-Alta           | 3 min 27 s 3 | + 27 s 3 |                                               |
| 14   | Alejandro de Tomaso | Cooper-OSCA (F2)         | 3 min 28 s 0 | + 28 s 0 |                                               |
| 15   | George Constantine  | Cooper-Climax            | 3 min 30 s 6 | + 30 s 6 |                                               |
| 16   | Harry Blanchard     | Porsche (F2)             | 3 min 32 s 7 | + 32 s 7 |                                               |
| 17   | Fritz d'Orey        | Tec Mec-Maserati         | 3 min 33 s 4 | + 33 s 4 |                                               |
| 18   | Phil Cade           | Maserati                 | 3 min 39 s 0 | + 39 s 0 |                                               |
| 19   | Rodger Ward         | Kurtis Kraft-Offenhauser | 3 min 43 s 8 | + 43 s 8 |                                               |

## Grille de départ du Grand Prix
| 1re ligne | Pos. 1                            |                               | Pos. 2                         |                                 | Pos. 3                       |
|           | Moss Cooper 3 min 00 s 0          |                               | Brabham Cooper 3 min 03 s 0    |                                 | Schell Cooper 3 min 05 s 2   |
| 2e ligne  |                                   | Pos. 4                        |                                | Pos. 5                          |                              |
|           |                                   | Brooks Ferrari 3 min 05 s 9   |                                | Trintignant Cooper 3 min 06 s 0 |                              |
| 3e ligne  | Pos. 6                            |                               | Pos. 7                         |                                 | Pos. 8                       |
|           | Trips Ferrari 3 min 06 s 2        |                               | Allison Ferrari 3 min 06 s 8   |                                 | P. Hill Ferrari 3 min 07 s 2 |
| 4e ligne  |                                   | Pos. 9                        |                                | Pos. 10                         |                              |
|           |                                   | Ireland Lotus 3 min 08 s 2    |                                | McLaren Cooper 3 min 08 s 6     |                              |
| 5e ligne  | Pos. 11                           |                               | Pos. 12                        |                                 | Pos. 13                      |
|           | Salvadori Cooper 3 min 12 s 0     |                               | Stacey Lotus 3 min 13 s 8      |                                 | Said Connaught 3 min 27 s 3  |
| 6e ligne  |                                   | Pos. 14                       |                                | Pos. 15                         |                              |
|           |                                   | Tomaso Cooper F2 3 min 28 s 0 |                                | Constantine Cooper 3 min 30 s 6 |                              |
| 7e ligne  | Pos. 16                           |                               | Pos. 17                        |                                 | Pos. 18                      |
|           | Blanchard Porsche F2 3 min 32 s 7 |                               | Orey Tec Mec 3 min 33 s 4      |                                 | Emplacement vide             |
| 8e ligne  |                                   |                               | Pos. 19                        |                                 |                              |
|           |                                   |                               | Ward Kurtis Kraft 3 min 43 s 8 |                                 |                              |

- Une place en septième ligne est restée vacante à la suite du retrait de la Maserati de Phil Cade, dans l'impossibilité de démarrer son moteur le jour de la course[9].

## Déroulement de la course
Il fait beau et chaud le jour de la course, qui va être suivie par environ vingt mille spectateurs. Au moment de placer les voitures sur la grille de départ, une vive discussion s'engage entre Harry Schell et les chronométreurs de l'épreuve : ceux-ci n'ont pas retenu le troisième temps de l'Américain (jugé impossible en comparaison de ses autres chronos), et l'ont crédité du dixième, le plaçant en cinquième ligne. Après force discussions, et après avoir demandé à ses mécaniciens de placer sa voiture à l'extérieur de la première ligne à la place de celle de Tony Brooks, au grand dam du directeur sportif de la Scuderia Ferrari, Schell finira par avoir gain de cause, reléguant le premier pilote Ferrari en seconde ligne !
Au baisser du drapeau, Jack Brabham est le plus prompt à s'élancer, devant Stirling Moss, les deux Cooper se détachant d'autant plus rapidement que Schell a loupé son envol et que Brooks se fait percuter par son coéquipier Wolfgang von Trips, parti juste derrière lui, au début du premier tour. Moss est le plus rapide et dépasse rapidement son rival ; il a déjà deux secondes d'avance lorsqu'il repasse devant les stands. Second, Brabham est talonné par son coéquipier Bruce McLaren qui a profité de la confusion du départ pour gagner de nombreuses places. Viennent ensuite la Ferrari de Phil Hill et la petite Lotus d'Innes Ireland, qui ont pris le meilleur sur la Cooper de Maurice Trintignant. Soucieux de l'état de sa voiture après la collision, Brooks s'arrête un instant à son stand pour un rapide contrôle ; il en repart quinzième, ses chances de titre mondial, conditionnées par une victoire, désormais sérieusement compromises. En tête, Moss prend rapidement du champ et son avance sur Brabham augmente régulièrement : trois secondes au second tour, huit au quatrième, près de dix à la fin du cinquième tour, moment où la transmission de sa Cooper lâche, mettant fin aux chances du pilote britannique. Brabham se retrouve en tête et pratiquement assuré de remporter le championnat, son dernier rival Tony Brooks, bien que remonté en dixième position, ne pouvant plus prétendre à la victoire. McLaren, toujours dans les roues de son coéquipier, est un solide second, avec déjà près d'une dizaine de secondes de marge sur Allison, le mieux placé des Ferrari alors que Phil Hill a rétrogradé en huitième position à cause de problèmes d'embrayage qui vont bientôt entraîner son abandon.

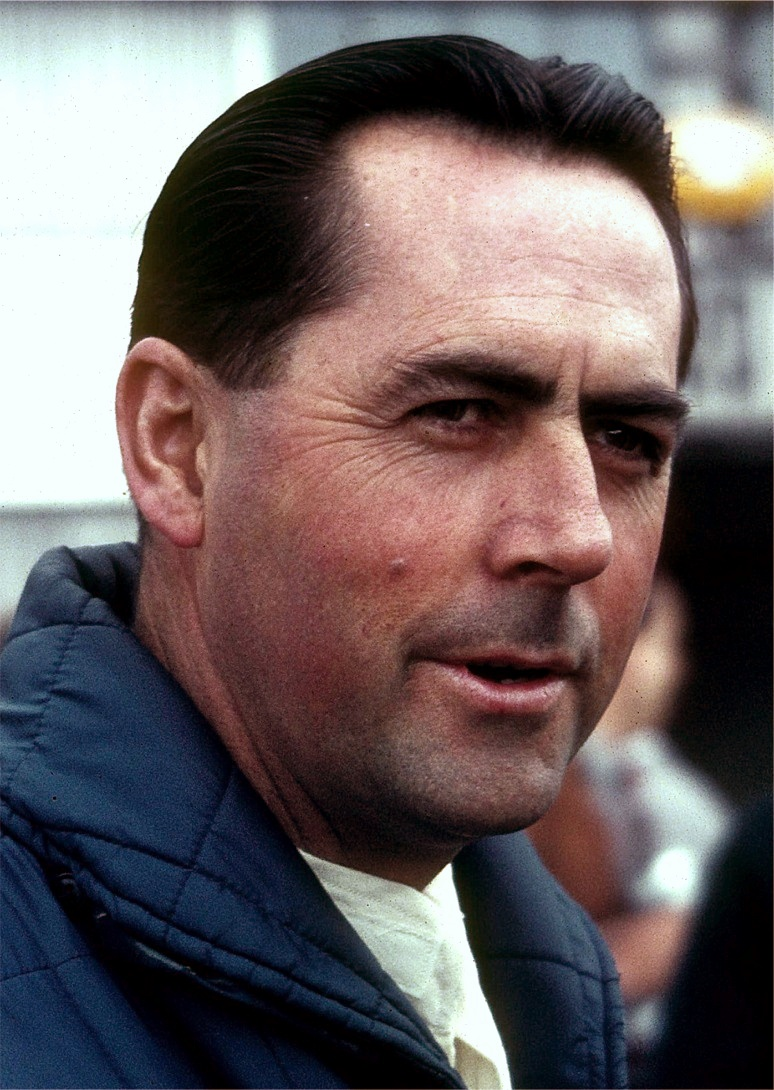
Jack Brabham s'est battu jusqu'au bout pour décrocher son premier titre mondial.

Personne ne semble alors en mesure de menacer les deux Cooper de tête, qui roulent de concert. Allison, leur plus solide adversaire, ne parvient pas à tenir le rythme ; au quart de la course, il compte treize secondes de retard. Il devance alors nettement son coéquipier Trips, qui vient de doubler Trintignant. Brooks, revenu en septième position, est dans le sillage de la Cooper de Roy Salvadori, loin déjà des premiers poursuivants. L'avance des deux premiers continue à augmenter jusqu'à la mi-course, alors que Trips et Trintignant viennent de dépasser Allison, en proie à son tour à des problèmes d'embrayage. Le pilote britannique abandonne peu après, Brooks accédant ainsi à la cinquième place à plus d'une minute de Brabham. Trintignant, qui vient de passer Trips, est maintenant troisième à vingt-cinq secondes des Cooper officielles. Ayant jusqu'ici parfaitement ménagé sa monoplace, il passe à l'attaque, reprenant une seconde au tour. Au cours de sa poursuite, il va s'adjuger le record du tour à près de 163 km/h de moyenne. Mais malgré tous ses efforts, il ne parvient pas à recoller au duo de tête ; à l'amorce du dernier tour, alors que Trips vient de tomber en panne au milieu du circuit, Brabham compte une trentaine de secondes d'avance sur McLaren, Trintignant venant quatre secondes derrière. L'Australien est en passe de remporter la course et le titre lorsqu'à huit cents mètres de l'arrivée il se retrouve à court de carburant ! McLaren ralentit un instant, prêt à lui porter assistance mais l'Australien l'en dissuade aussitôt, et, une fois son élan coupé, se met en demeure de pousser sa monoplace jusqu'à l'arrivée afin d'être tout de même classé. Brooks a l'immense surprise de dépasser son adversaire quelques minutes plus tard, mais le titre est déjà perdu pour lui, McLaren ayant depuis longtemps franchi la ligne en vainqueur, seulement six dixièmes de secondes devant Trintignant qui a donné le maximum. La troisième place de Brooks lui vaut une place de dauphin au championnat, Brabham, déjà champion, parvenant dans un dernier effort à franchir la ligne, se classant quatrième, avant de tomber d'épuisement !

### Classements intermédiaires
Classements intermédiaires des monoplaces aux premier, deuxième, quatrième, sixième, dixième, quinzième, vingtième, vingt-cinquième, trentième et quarantième tours.

### Classement de la course
| Pos  | No | Pilote              | Écurie                   | Tours | Temps/Abandon                      | Grille | Points |
| ---- | -- | ------------------- | ------------------------ | ----- | ---------------------------------- | ------ | ------ |
| 1    | 9  | Bruce McLaren       | Cooper-Climax            | 42    | 2 h 12 min 35 s 7                  | 10     | 8      |
| 2    | 6  | Maurice Trintignant | Cooper-Climax            | 42    | 2 h 12 min 36 s 3 (+ 0 s 6)        | 5      | 7      |
| 3    | 2  | Tony Brooks         | Ferrari                  | 42    | 2 h 15 min 36 s 6 (+ 3 min 00 s 9) | 4      | 4      |
| 4    | 8  | Jack Brabham        | Cooper-Climax            | 42    | 2 h 17 min 33 s 0 (+ 4 min 57 s 3) | 2      | 3      |
| 5    | 10 | Innes Ireland       | Lotus-Climax             | 39    | 2 h 13 min 49 s 4 (+ 3 tours)      | 9      | 2      |
| 6    | 4  | Wolfgang von Trips  | Ferrari                  | 38    | 2 h 00 min 30 s 6 (+ 4 tours)      | 6      |        |
| 7    | 17 | Harry Blanchard     | Porsche                  | 38    | 2 h 16 min 34 s 0 (+ 4 tours)      | 16     |        |
| Abd. | 3  | Cliff Allison       | Ferrari                  | 23    | Transmission                       | 11     |        |
| Abd. | 12 | Roy Salvadori       | Cooper-Maserati          | 23    | Transmission                       | 11     |        |
| Abd. | 1  | Rodger Ward         | Kurtis Kraft-Offenhauser | 20    | Embrayage                          | 19     |        |
| Abd. | 14 | Alejandro de Tomaso | Cooper-OSCA              | 13    | Freins                             | 14     |        |
| Abd. | 5  | Phil Hill           | Ferrari                  | 8     | Embrayage                          | 8      |        |
| Abd. | 15 | Fritz d'Orey        | Tec Mec-Maserati         | 6     | Fuite d'huile                      | 17     |        |
| Abd. | 7  | Stirling Moss       | Cooper-Climax            | 5     | Transmission                       | 1      |        |
| Abd. | 19 | Harry Schell        | Cooper-Climax            | 5     | Embrayage                          | 3      |        |
| Abd. | 16 | George Constantine  | Cooper-Borgward          | 5     | Surchauffe moteur                  | 15     |        |
| Abd. | 11 | Alan Stacey         | Lotus-Climax             | 2     | Embrayage                          | 12     |        |
| Abd. | 18 | Bob Said            | Connaught                | 0     | Accident                           | 13     |        |
| Np.  | 22 | Phil Cade           | Maserati                 |       | Forfait (panne moteur)             | (18)   |        |

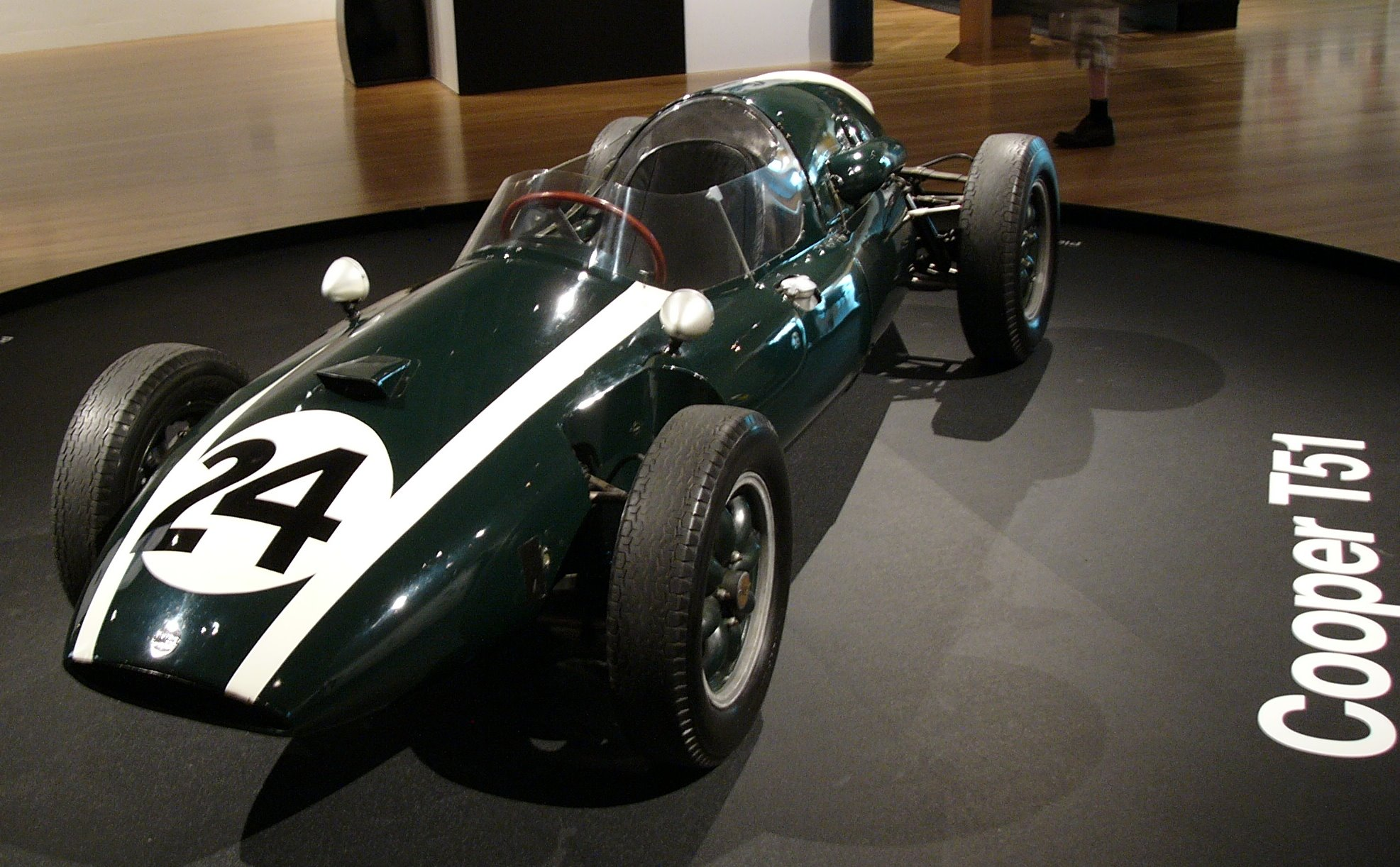
La Cooper T51 obtient à Sebring sa cinquième victoire en championnat.

- Tombé en panne de moteur dans son trente-neuvième tour, Wolfgang von Trips a poussé sa Ferrari jusqu'à la ligne d'arrivée pour être classé sixième. Bien qu'ayant effectivement couvert trente-neuf tours, seuls trente-huit ont été considérés pour son classement, le dernier étant accompli hors délai[12].

Légende:
- Abd.=Abandon
- Np.=Non partant

### Pole position et record du tour
- Pole position :  Stirling Moss en 3 min 0 s 0 (vitesse moyenne : 167,380 km/h). Temps réalisé lors de la séance d'essais du vendredi 10 décembre[9].
- Meilleur tour en course :  Maurice Trintignant en 3 min 5 s 0 au trente-neuvième tour (vitesse moyenne : 162,856 km/h).

### Tours en tête
- Stirling Moss : 5 tours (1-5)
- Jack Brabham : 36 tours (6-41)
- Bruce McLaren : 1 tour (42)

## Classement final du championnat
- Attribution des points : 8, 6, 4, 3, 2 respectivement aux cinq premiers de chaque épreuve et 1 point supplémentaire pour le pilote ayant accompli le meilleur tour en course (signalé par un astérisque). Le point du record du tour est partagé entre Stirling Moss et Bruce McLaren au Grand Prix de Grande-Bretagne.
- Pour la coupe des constructeurs, même barème mais seule la voiture la mieux classée de chaque équipe inscrit des points. Le point du meilleur tour en course n'est pas comptabilisé. Les 500 miles d'Indianapolis ne sont pas pris en compte pour cette coupe, la course n'étant pas ouverte aux monoplaces de formule 1.
- Seuls les cinq meilleurs résultats sont comptabilisés. Jack Brabham doit donc décompter les trois acquis aux États-Unis. Pour la coupe des constructeurs, Cooper doit décompter les six points acquis aux Pays-Bas, les quatre acquis en France et les trois acquis en Allemagne et Ferrari doit décompter les deux points acquis en France et les quatre acquis aux États-Unis.
- Le règlement permet aux pilotes de se relayer sur une même voiture, les points éventuellement acquis étant alors perdus pour pilotes et constructeur[9].

| Pos. | Pilote              | Écurie       | Points  | MON | 500 | NL | FRA | GBR  | ALL | POR | ITA | USA |
| ---- | ------------------- | ------------ | ------- | --- | --- | -- | --- | ---- | --- | --- | --- | --- |
| 1    | Jack Brabham        | Cooper       | 31 (34) | 9*  | -   | 6  | 4   | 8    | -   | -   | 4   | (3) |
| 2    | Tony Brooks         | Ferrari      | 27      | 6   | -   | -  | 8   | -    | 9*  | -   | -   | 4   |
| 3    | Stirling Moss       | Cooper & BRM | 25,5    | -   | -   | 1* | 1*  | 6,5* | -   | 9*  | 8   | -   |
| 4    | Phil Hill           | Ferrari      | 20      | 3   | -   | -  | 6   | -    | 4   | -   | 7*  | -   |
| 5    | Maurice Trintignant | Cooper       | 19      | 4   | -   | -  | -   | 2    | 3   | 3   | -   | 7*  |
| 6    | Bruce McLaren       | Cooper       | 16,5    | 2   | -   | -  | 2   | 4,5* | -   | -   | -   | 8   |
| 7    | Dan Gurney          | Ferrari      | 13      | -   | -   | -  | -   | -    | 6   | 4   | 3   | -   |
| 8    | Joakim Bonnier      | BRM          | 10      | -   | -   | 8  | -   | -    | 2   | -   | -   | -   |
|      | Masten Gregory      | Cooper       | 10      | -   | -   | 4  | -   | -    | -   | 6   | -   | -   |
| 10   | Rodger Ward         | Watson       | 8       | -   | 8   | -  | -   | -    | -   | -   | -   | -   |
| 11   | Jim Rathmann        | Watson       | 6       | -   | 6   | -  | -   | -    | -   | -   | -   | -   |
| 12   | Johnny Thomson      | Lesovsky     | 5       | -   | 5*  | -  | -   | -    | -   | -   | -   | -   |
|      | Harry Schell        | BRM          | 5       | -   | -   | -  | -   | 3    | -   | 2   | -   | -   |
|      | Innes Ireland       | Lotus        | 5       | -   | -   | 3  | -   | -    | -   | -   | -   | 2   |
| 15   | Tony Bettenhausen   | Epperly      | 3       | -   | 3   | -  | -   | -    | -   | -   | -   | -   |
|      | Olivier Gendebien   | Ferrari      | 3       | -   | -   | -  | 3   | -    | -   | -   | -   | -   |
| 17   | Paul Goldsmith      | Epperly      | 2       | -   | 2   | -  | -   | -    | -   | -   | -   | -   |
|      | Jean Behra          | Ferrari      | 2       | -   | -   | 2  | -   | -    | -   | -   | -   | -   |
|      | Cliff Allison       | Ferrari      | 2       | -   | -   | -  | -   | -    | -   | -   | 2   | -   |

| Pos. | Écurie        | Points  | MON | 500 | NL  | FRA | GBR | ALL | POR | ITA | USA |
| ---- | ------------- | ------- | --- | --- | --- | --- | --- | --- | --- | --- | --- |
| 1    | Cooper-Climax | 40 (53) | 8   | -   | (6) | (4) | 8   | (3) | 8   | 8   | 8   |
| 2    | Ferrari       | 32 (38) | 6   | -   | (2) | 8   | -   | 8   | 4   | 6   | (4) |
| 3    | BRM           | 18      | -   | -   | 8   | -   | 6   | 2   | 2   | -   | -   |
| 4    | Lotus-Climax  | 5       | -   | -   | 3   | -   | -   | -   | -   | -   | 2   |

## À noter
- 1re victoire en championnat du monde pour Bruce McLaren.
- 7e victoire en championnat du monde pour Cooper en tant que constructeur.
- 7e victoire en championnat du monde pour Climax en tant que motoriste.
- 17e et dernier Grand Prix de championnat du monde pour l'écurie Connaught.
- 1er et unique Grand Prix de championnat du monde pour l'écurie Tec Mec.
- Jack Brabham, victime d'une panne d'essence dans le tour final doit pousser sa voiture pour se classer quatrième de l'épreuve.
- À l'issue de cette course, Jack Brabham est champion du monde des pilotes.
- Grâce à un tour réalisé en empruntant un raccourci entre les quilles délimitant le tracé, Harry Schell a gagné six secondes sur son meilleur temps régulier, artifice qui lui a permis de s'élancer de la première ligne de la grille de départ[9].